# تجريد هندسي

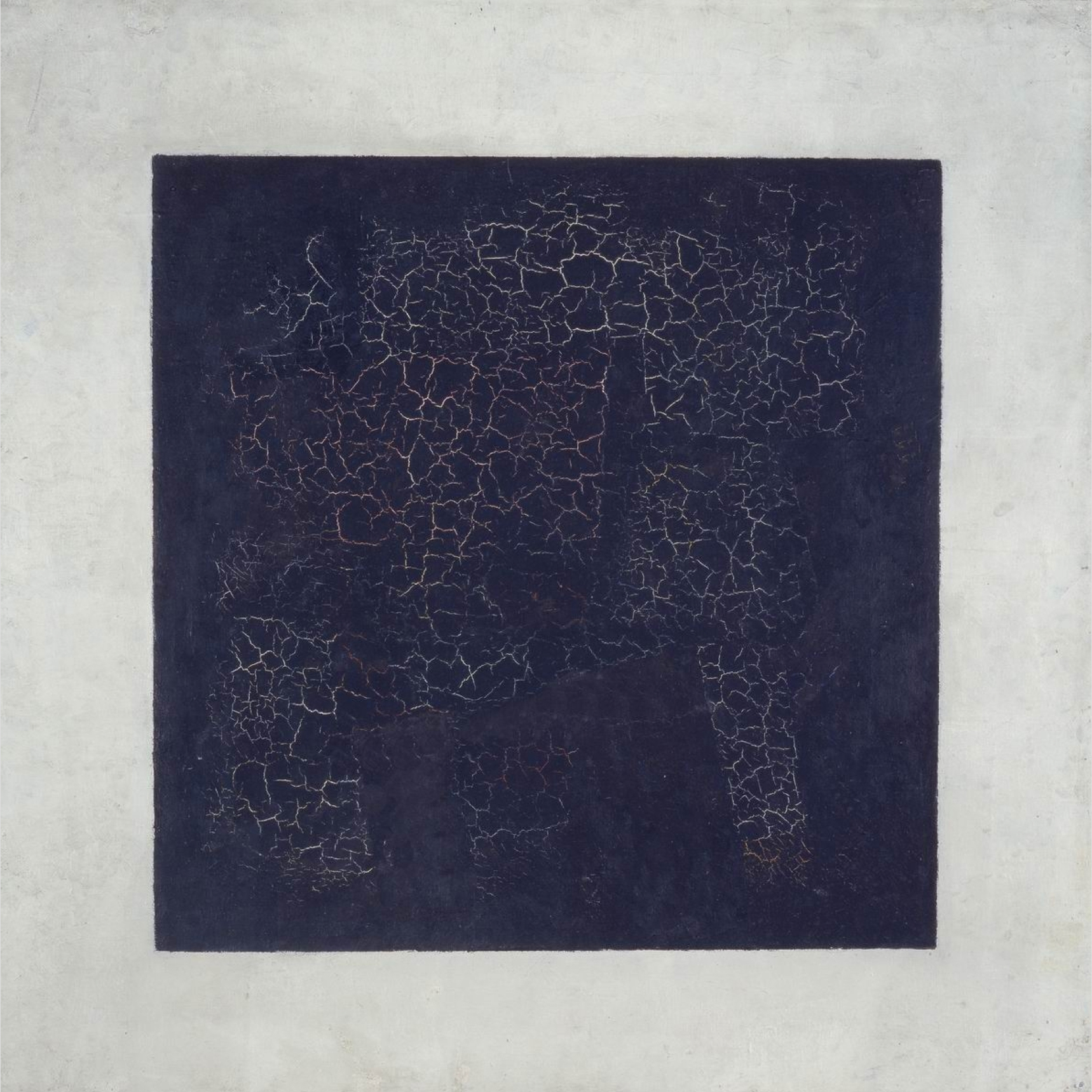

في عام 1917 تأسست في هولندا مجلة دي ستيل ومعها الحركة «التشكيلية الجديدة» (Neoplasticism) بمبادرة من قبل عدة فنانين، بما في ذلك بييت موندريان (1872-1944). التجريد عندهم ذات نوع هندسي ويعتمد على ابتكار أشكال نقية ثنائية الأبعاد.
المبادئ الهندسية هي:
- إلغاء البعد الثالث.
- استقلال القيم العاطفية [بحاجة لمصدر]، على عكس ما يقول فاسيلي كاندينسكي، «اللوحة لا ينبغي أن تعبر عن المشاعر».
- الوسائل التعبيرية هي الخط واللون.
- الشكل المثالي هو المستطيل لأنه يتكون هو خطوط مستقيمة ولا يعكس غموض المنحنيات.
- استخدام الألوان الأساسية: الأصفر والأزرق والأحمر.